# Max Lenz
Max Albert Wilhelm Lenz, född 13 juni 1850 i Greifswald, död 6 april 1932 i Berlin, var en tysk historiker.
Lenz blev 1876 privatdocent i historia i Marburg, 1881 e.o. och 1885 ordinarie professor där, 1888 professor i Breslau samt 1890 i Berlin. Han blev 1913 professor vid kolonialinstitutet (från 1919 universitetet) i Hamburg, varifrån han emeriterades 1922.
Lenz tidigare författarskap rör sig inom 1400- och 1500-talens historia, och bland hans arbeten på dessa områden märks König Sigismund und Heinrich V von England (1874), ett viktigt bidrag till Konstanzkonsiliets historia, Die Schlacht bei Mühlberg (1879), Janssens Geschichte des deutschen Volkes (antikatolsk, 1883), vidare festskriften Martin Luther (1883; tredje omarbetade upplagan 1897) samt i "Publikationen aus den Königlich-preußischen Staatsarchiven" Briefwechsel Landgraf Philipps des großmütigen von Hessen mit Bucer (tre band, 1880-90). 
Lenz var en utmärkt kännare av den nyare tyska historien och författade på detta område en skarpsinnig studie, Zur Kritik der "Gedanken und Erinnerungen" des Fürsten Bismarck (1899) samt Geschichte Bismarcks, den första vetenskapliga monografin över Bismarck, ursprungligen skriven för Allgemeine deutsche Biographie och sedan i något utvidgad form utgiven separat (1902). 
Till Berlinuniversitetets 100-årsjubileum författade Lenz den brett anlagda Geschichte der königlichen Friedrich-Wilhelms-Universität zu Berlin (fyra band, 1910). I "Historische Zeitschrift" publicerade han åtskilliga uppsatser, bland annat en granskning av Karl Lamprechts historieuppfattning och metod (Lamprechts deutsche Geschichte, 1896). I en uppsats Schweden und Deutschland im 11. Jahrhundert framhåller han, att Gustav II Adolf var den tyska protestantismens räddare. Av Kleinere historiche Schriften utkom del 1 1910 och del 2 ("Vom Luther zu Bismarck") 1920. 